# Phim Xì Trum
Phim Xì Trum (tên tiếng Anh: Smurfs) là một bộ phim điện ảnh hoạt hình người đóng Mỹ – Bỉ thuộc thể loại nhạc kịch – kỳ ảo sắp ra mắt vào năm 2025, dựa trên loạt truyện tranh Xì Trum được sáng tạo bởi nghệ sĩ truyện tranh người Bỉ Peyo. Đây là phần phim tái khởi động của loạt phim Xì Trum, phim được đạo diễn bởi Chris Miller và đồng đạo diễn bởi Matt Landon, với kịch bản do Pam Brady chấp bút. Phim sẽ có sự tham gia lồng tiếng của Rihanna trong vai diễn Tí Cô Nương, bên cạnh dàn diễn viên lồng tiếng bao gồm Nick Offerman, Natasha Lyonne, JP Karliak, Dan Levy, Amy Sedaris, Nick Kroll, James Corden, Octavia Spencer, Hannah Waddingham, Sandra Oh, Alex Winter, Billie Lourd, Xolo Maridueña, Kurt Russell và John Goodman.
Tháng 2 năm 2022, đã có thông tin về việc LAFIG Belgium và IMPS (hay còn được biết đến hiện nay với tên Công ty Peyo), những chủ sở hữu thương hiệu Xì Trum, đã đồng ý hợp tác cùng hãng phim Paramount Animation để sản xuất nhiều bộ phim hoạt hình về Xì Trum, với dự án đầu tiên sẽ thuộc thể loại nhạc kịch. Brady đã được giao vai trò chấp bút cho kịch bản của phim với quá trình sản xuất được dự định sẽ bắt đầu vào cuối năm đó. Vào tháng 6, 2022, Miller đã được thuê để ngồi vào vị trí chỉ đạo phim, tiếp theo vào tháng 4 năm 2023, Rihanna đã xác nhận sẽ tham gia vào bộ phim với vai trò diễn viên lồng tiếng và sản xuất phim, bên cạnh việc cô sẽ viết lời và thu âm các bài hát gốc của phim. Các dịch vụ hoạt hình của phim được cung cấp bởi Cinesite.
Phim Xì Trum được công chiếu tại các rạp ở Hoa Kỳ vào ngày 18 tháng 7 năm 2025 và do Paramount Pictures phát hành.

## Nội dung
Khi Tí Vua bằng một cách bí ẩn nào đó đã bị những kẻ phù thủy độc ác bắt giữ là Razamel và Gà Mên, Tí Cô Nương đã dẫn đầu các Xì Trum với nhiệm vụ tiến vào thế giới thực để cứu ông. Với sự giúp đỡ của những người bạn mới, các Xì Trum phải khám phá ra được những định mệnh của họ để giải cứu vũ trụ.— Paramount Pictures

## Diễn viên
- Rihanna lồng tiếng vai Tí Cô Nương[2]
- John Goodman lồng tiếng vai Tí Vua[3]
- Nick Offerman lồng tiếng vai Ken, anh trai của Tí Vua[3]
- Sandra Oh lồng tiếng vai Moxie, con gái của Ken[3]
- J. P. Karliak trong vai trò lồng tiếng hai vai bao gồm:[3]
  - Lão Gà Mên, một lão phù thủy độc ác luôn muốn bắt các Xì Trum
  - Lão Cà Mên, em trai của Gà Mên
- James Corden lồng tiếng vai Tí Vô Danh, một Xì Trum không có tên[3]

Ngoài ra, phim còn có sự tham gia lồng tiếng của Natasha Lyonne, Dan Levy, Amy Sedaris, Nick Kroll, Octavia Spencer, Hannah Waddingham, Alex Winter, Billie Lourd, Xolo Maridueña, Kurt Russell và Maya Ereskine trong các vai diễn không được tiết lộ.

## Âm nhạc
Rihanna đã tham gia viết lời và thu âm các bài hát gốc cho nhạc của phim. Ngoài ra, nhạc phim cũng có thêm một bài hát mới mang tựa đề "Higher Love" của Desi Trill, bao gồm sự đóng góp của Cardi B, DJ Khaled, Natania và Subhi.

## Phát hành
Phim Xì Trum được công chiếu tại các rạp ở Mỹ vào ngày 18 tháng 7 năm 2025. Ban đầu, phim được dự kiến sẽ ra mắt vào ngày 20 tháng 12 năm 2024, nhưng sau đó được dời sang ngày 14 tháng 2 năm 2025 với lý do nhường lịch chiếu cuối tháng 12 năm 2024 cho bộ phim Nhím Sonic 3, trước khi phim chính thức dời sang lịch chiếu hiện tại vào tháng 7 năm 2025.